# Urma (Krymsk, Krasnodar)
Urma (del ruso: Урма) es un jútor del raión de Krymsk del krai de Krasnodar, en Rusia. Está situado en la orilla izquierda del Kubán, 26 km al noroeste de Krymsk y 89 km al oeste de Krasnodar. Tenía 72 habitantes en 2010
Pertenece al municipio Kíyevskoye.